# Villers-Vicomte

Villers-Vicomte este o comună în departamentul Oise, Franța. În 1 ianuarie 2022 avea o populație de 151 de locuitori.